# Terry Wapram
Terry Wapram fut brièvement guitariste du groupe de heavy metal traditionnel britannique Iron Maiden en 1977. Il remplaça Dave Murray sur le conseil du chanteur Dennis Wilcock au leader Steve Harris.
Mais Murray revint dans le groupe quelques mois plus tard, alors que Wilcock fut viré. Wapram voulut être le seul guitariste du groupe, ce qui conduisit à son éviction d'Iron Maiden après une participation de seulement deux mois.